# 1966 aux États-Unis
Pour des articles plus généraux, voir Chronologie des États-Unis et 1966.
Chronologie des États-Unis
- 1962
- 1963
- 1964
- 1965
- 1966
- 1967
- 1968
- 1969
- 1970

Cette page concerne des événements d'actualité qui se sont produits durant l'année 1966 du calendrier grégorien aux États-Unis.

## Gouvernement
- Président : Lyndon B. Johnson
- Vice-président :
- Secrétaire d'État :
- Chambre des représentants - Président

## Événements
- 1er janvier : apparition des premières communautés hippies en Californie.
- 1er-13 janvier : grève des transports en commun de New York.
- 7 janvier : Le président Johnson obtient du Congrès l'abrogation partielle des lois fiscales Revenue Act (1964) et Finance Act (1965) pour financer l'accroissement des dépenses militaires et sociales.
  - Majoration des cotisations sociales de 5,8 milliards de dollars pour financer le programme "Guerre contre la pauvreté" du président Johnson.
  - Relèvement des droits d'accise pour 1 milliard de dollars.
  - Prélèvement supplémentaire de 2 milliards de dollars au titre de l'impôt sur le revenu.
  - Majoration de l'impôt sur les sociétés de 1 milliard de dollar.
- Le vote des nouvelles recettes budgétaires par le Congrès, estimées à 8 milliards de dollars, compensent la forte hausse des dépenses fédérales et les comptes de l’État redeviennent excédentaires.
- 29 janvier : blizzard exceptionnel qui balaye une grande partie des États-Unis provoquant plus de 200 morts.
- 31 janvier : reprise des bombardements aériens américains sur le Nord-Vietnam
- 28 février : 23e cérémonie des Golden Globes.
- 18 avril : 38e cérémonie des Oscars.
- 12 - 14 juin : Déclenchement des émeutes de Division Street à Chicago lors d'une manifestation porto-ricaine. 500 policiers sont déployés dans les rues pour rétablir le calme. 16 personnes sont tuées et 49 autres arrêtées.
- 13 juin : l’arrêt Miranda v. Arizona rend obligatoire d’informer tout suspect de ses droits.
- 1er juillet : Le budget de l’État fédéral redevient déficitaire, avec l'entrée en vigueur des programmes de santé Medicare et Medicaid, estimée à 2 milliards de dollars, une majoration de 2 milliards de dollars des dépenses civiles par le Congrès et un accroissement plus élevé de 3 milliards de dollars des dépenses militaires.
- 4 juillet : Le président Johnson signe Freedom of Information Act. Cette loi renforce considérablement la liberté d'information en obligeant les agences fédérales à transmettre leurs documents, à quiconque en fait la demande, quelle que soit sa nationalité. L'accès presque illimité et sans contrôle sera réduit considérablement sous la présidence Reagan, afin de mieux protéger les documents sensibles.
- 18 - 23 juillet : Graves émeutes raciales à Hough, à Cleveland (Ohio). Le gouverneur de l’État doit faire intervertir la garde nationale. 2100 policiers et 1700 militaires parviennent à rétablir l'ordre après 5 jours d’affrontements avec les émeutiers. 4 personnes sont tuées, 50 blessées et 275 autres arrêtées.
- 5 août : début de la construction du World Trade Center.
- 7 août : émeutes raciales à Lansing (Michigan).
- Octobre : création du mouvement des Black Panthers.
- 10 octobre : L'aggravation constatée des dépenses fédérales oblige les autorités à impulser un tournant plus restrictif à la politique budgétaire. Le crédit d'impôt sur investissement est supprimé et certaines dépenses civiles votées par le Congrès en juillet sont annulées (pour un total de 3,5 milliards de dollars).
- 3 novembre : Élections de mi-mandat : les Démocrates perdent 47 sièges à la Chambre et 3 sièges au Sénat. Ces élections marquent l'impact du vote par le Parti Démocrate des lois sur les droits civiques en 1964 et 1965 sur l’électorat démocrate du sud, qui se tourne désormais vers le Parti Républicain.
- 8 novembre : Ronald Reagan est élu gouverneur de Californie.

## Économie et société
- Troubles raciaux et naissance du « black power ». Émeutes à Chicago et Cleveland (été).
- L'accroissement important des dépenses militaires amorcé en 1965 couplé avec les réductions fiscales votées en 1964 provoque l'apparition d'un déficit estimé à 1 % du PIB dans le budget fédéral. Cette situation oblige les autorités à revenir partiellement sur les réductions fiscales accordées les 2 années précédentes.
- 3,5 % de chômeurs
- 4,4 % du budget fédéral (soit 5,9 milliards de dollars) est alloué à la NASA.
- 60 milliards de dollars affectés au budget de la défense. 12 milliards aux dépenses sociales.
- Premières émeutes raciales d'importance aux États-Unis. La Garde Nationale des États doit souvent seconder les polices locales débordées et impuissantes à contenir les émeutes avec les actes de pillages et de violences qui s'ensuivent.
- Premiers remous dans les universités à la suite du conflit vietnamien
- Annulation de certains programmes de construction de navires de guerre destinés à l'US Navy.

## Vietnam
- 390 000 hommes sont engagés au Vietnam. 8 007 américains tués en 18 mois.
  - Premières opérations "Search and Destroy", afin de débusquer les soldats Nord-vietnamiens. Elles causeront la perte d'un grand nombre d'ennemis, mais aussi de soldats américains.
- Premières contestations massives contre la guerre du Vietnam, car la conscription commence à concerner les américains de la classe moyenne avec 30 000 hommes appelés sous les drapeaux chaque mois.
- 10 milliards de $ engagés pour le financement des opérations militaires[1].
- Les opérations militaires "Search and Destroy" causent 3 millions de sans-abris au Sud-Vietnam, soit 20 % de la population.

## Naissances en 1966
- 11 juillet : Greg Grunberg, acteur et producteur.